# اشرفیه

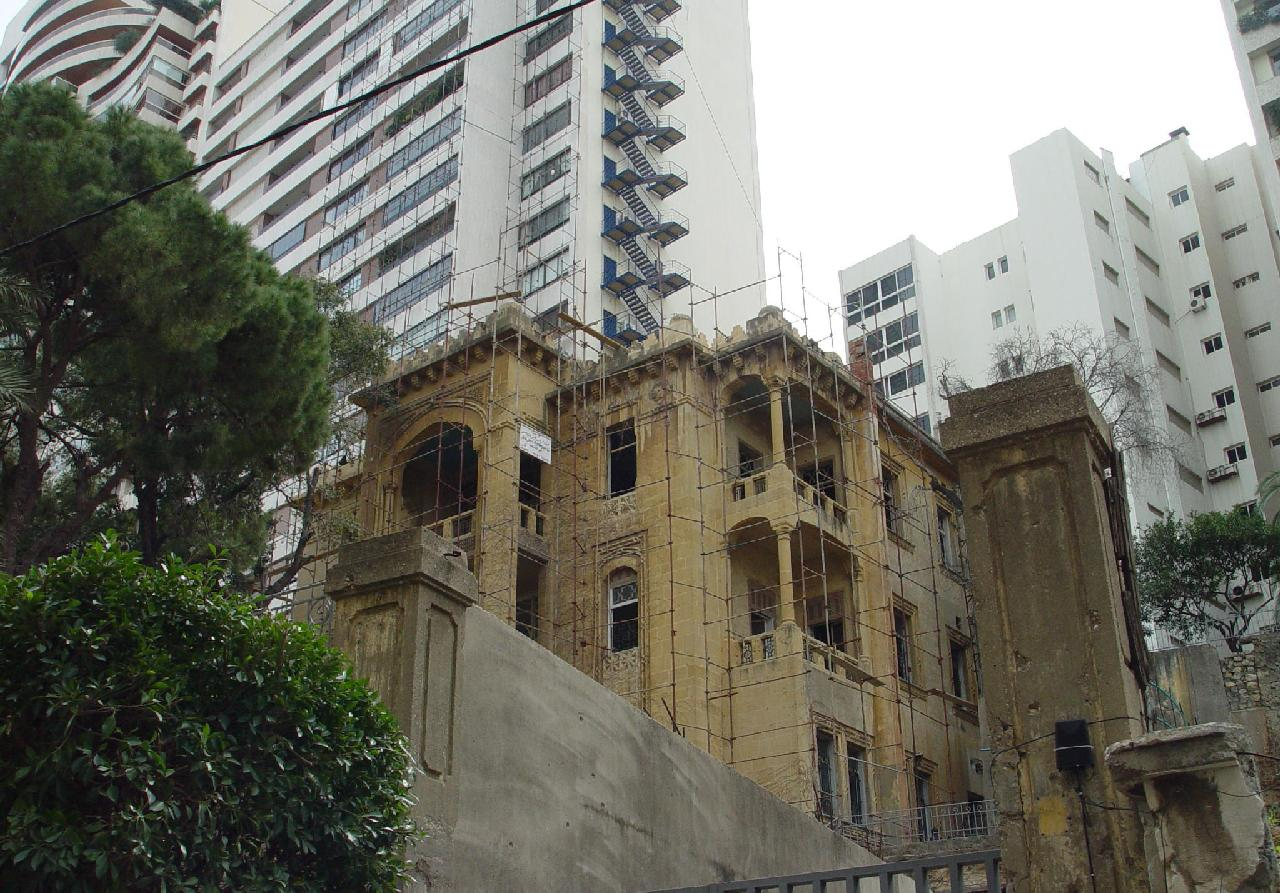
اشرفیه از مناطق نسبتاً مُرفه‌نشین شهر بیروت محسوب می‌شود.

اشرفیه منطقه‌ای عمدتاً مسیحی‌نشین در بخش شرقی شهر بیروت است.

## تاریخچه
در طول جنگ داخلی لبنان که از سال ۱۹۷۵ تا ۱۹۹۰ میلادی جریان داشت، منطقه اشرفیه تحت کنترل حزب فالانژ لبنان قرار داشت.